# Rango (jeu vidéo)
Pour les articles homonymes, voir Rango.
Rango est un jeu vidéo d'action-aventure développé par Behaviour Interactive et édité par Electronic Arts, sorti en 2011 sur Wii, PlayStation 3, Xbox 360 et Nintendo DS.
Il est basé sur le film d'animation du même nom.

## Accueil
- GameSpot : 7/10 (PS3/X360)[1]